# 公民力量 (美國)
公民力量（英語：Citizen Power Initiatives for China）是美國華盛頓哥倫比亞特區的非政府組織。

## 简介
关注中国民众政治权利和社会权利的草根运动，由旅居美國的中華人民共和國公民楊建利成立於2008年7月22日，致力于帮助中国民眾建立和提升公民意识，並促進政府变革。
有报道指该组织受美国国家民主基金会资助。

## 奖项
该组织办有公民力量奖。

## 下辖媒体
- 《议报》

## 外部連結
- 公民力量中文網 （页面存档备份，存于）
- 公民力量英文網 （页面存档备份，存于）